# Аранжування в сірому та чорному: портрет Томаса Карлайла
«Аранжування в сірому та чорному: портрет Томаса Карлайла» (англ. Arrangement in Grey and Black, No. 2: Portrait of Thomas Carlyle) — картина американського художника Джеймса Вістлера, написана в 1872—1873 роках. На ній зображений шотландський критик, філософ та історик Томас Карлайл. Портрет виконаний у тому самому стилі, що й картина «Мати Вістлера», створена роком раніше. Зберігається в Художній галереї і музеї Келвінгроув в Глазго, Шотландія.

## Історія
До того, як була написана картина, Томас Карлайл уже 47 років жив у районі Челсі, Лондон. Жив він на Чейн-Роу, в будинку № 24 (тепер будинок Чейн-Волк № 96). Одного разу, відвідавши студію Вістлера, Карлайл побачив портрет матері художника і, за словами художника: «Йому сподобалась простота картини, на якій жінка сиділа, склавши руки на колінах, і сказав, що воліє бути написаним у такій самій манері. Й одного разу він прийшов, сів, а в мене було готові полотно, пензлики й палітра, й Карлайл сказав: „Нумо, ваяй!“».
І хоча Вістлер планував два-три сеанси, проте Карлайл позував із 1872 до 1873 року. Із слів свідків, непорушність Карлайла прекрасно гармоніювала із швидкими рухами Вістлера, а художник Г'ю Кемерон згадував: «Це було найсмішніше, що я коли-небудь бачив. Карлайл сидів, не рухаючись, ніби язичницький бог або східний мудрець, а Вістлер стрибав, мов горобець!».
Вістлер писав про Карлайла:
|  | Він мій улюблений клієнт [модель]. Мені подобається його ніжна печаль! - можливо, він навіть набагато більш чутливий, і не зрозумілий до кінця, але хто знає! |

У 1891 році картина «Аранжування в сірому та чорному № 2: портрет Томаса Карлайла» стала першою роботою художника, що ввійшла в публічну колекцію: вона була придбана містом Глазго за наполяганням школи Глазго.

## Опис
На картині в профіль зображений Томас Карлайл, який сидить а стільці. Правою рукою він спирається на тростину, в лівій руці тримає рукавичку, на колінах у нього лежать пальто та капелюх. У якості фона — сіра кімната з парою картин на стіні. Загалом, композиція твору схожа з композицією картини «Мати Вістлера».